# イバラモエビ
イバラモエビ（茨藻海老、学名: Lebbeus groenlandicus）は、十脚目モエビ科に分類されるエビの一種。寒帯の深海に分布する大型種で、食用に漁獲される。方言呼称としてイバラエビ（茨海老）、オニエビ（鬼海老）、サツキエビ（五月海老）、ゴジラエビ（ゴジラ海老、北海道）などもある。

## 形態
体長100mm以上に達し、モエビ科の中では大型種である。全身が橙色-ピンクの硬い甲に覆われる。額角は細く斜め上に突き出し、鋸歯が下側に3つ、上側に7つある。さらに上側の歯のうち後ろの4つは複眼より後ろの頭胸甲上にあって大きく発達し、モヒカン刈りのような形状となる。その他にも前面や腹節側板外縁等、体の各所に棘をもつ。「茨」や「鬼」に因む呼称はここに由来し、英名でも「棘だらけの」という意の形容詞"Spiny"が用いられる。

## 生態
日本海、オホーツク海、ベーリング海を含む北太平洋と北極海に広く分布する。学名の種名"groenlandicus"は「グリーンランドの」という意味で、本種の分布域内にあるグリーンランドを指す。日本では山陰沖から北海道にかけて見られる。水深180-300mほどの深海に生息する。

## 人との関係
小型種の多いモエビ科にあって数少ない食用種で、分布域ではトヤマエビやホッコクアカエビなどと同様に漁獲される。エビ対象の漁だけでなく、エッチュウバイ等を狙った籠漁でも混獲される。別名サツキエビは春に多く漁獲されることに由来する。殻が硬く棘も多いが美味とされ、刺身や塩焼きなどで食べられる。ホッコクアカエビ等に比べると漁獲量は少ないが、流通網も発達した21世紀初頭頃には食材として名も知られるようになった。